# Vỏ electron
Trong hóa học và vật lý nguyên tử, vỏ electron, lớp electron hoặc mức năng lượng chính, có thể được coi là một quỹ đạo theo sau là các electron xung quanh hạt nhân của nguyên tử.  Vỏ gần nhất với hạt nhân được gọi là "vỏ 1 " (còn gọi là "vỏ K"), tiếp theo là "vỏ 2 " (hoặc "vỏ L"), sau đó là "vỏ 3 " (hoặc "vỏ M") và cứ thế càng ngày càng xa hạt nhân.  Các vỏ tương ứng với các số lượng tử chính (n = 1, 2, 3, 4...) hoặc được dán nhãn theo thứ tự abc với các chữ cái được sử dụng trong ký hiệu tia X (K, L, M,...).
Mỗi vỏ chỉ có thể chứa một số electron cố định: Lớp vỏ thứ nhất có thể chứa tới hai electron, lớp vỏ thứ hai có thể chứa tới tám (2 + 6) electron, lớp vỏ thứ ba có thể chứa tới 18 (2 + 6 + 10) v.v.  Công thức chung là lớp vỏ thứ n về nguyên tắc có thể chứa tới 2 (n 2) electron.  Vì các electron bị hút vào hạt nhân, các electron của nguyên tử thường chỉ chiếm vỏ ngoài nếu lớp vỏ bên trong đã được các electron khác lấp đầy hoàn toàn.  Tuy nhiên, đây không phải là một yêu cầu nghiêm ngặt: các nguyên tử có thể có hai hoặc thậm chí ba vỏ ngoài không hoàn chỉnh.  (Xem quy tắc Madelung để biết thêm chi tiết.) Để hiểu tại sao các electron tồn tại trong các lớp vỏ này, xem cấu hình electron.
Các electron trong lớp vỏ ngoài cùng (hoặc vỏ) xác định tính chất hóa học của nguyên tử; nó được gọi là vỏ hóa trị.
Mỗi vỏ bao gồm một hoặc nhiều vỏ con và mỗi vỏ con bao gồm một hoặc nhiều quỹ đạo nguyên tử.

## Lịch sử
Thuật ngữ hệ vỏ xuất phát từ việc sửa đổi mô hình Bohr của Arnold Sommerfeld.  Sommerfeld giữ lại mô hình hành tinh của Bohr, nhưng thêm các quỹ đạo hình elip nhẹ (đặc trưng bởi các số lượng tử bổ sung l và m) để giải thích cấu trúc quang phổ mịn của một số nguyên tố.  Nhiều electron có cùng số lượng tử chính (n) có quỹ đạo gần nhau tạo thành một "vỏ" có độ dày dương thay vì quỹ đạo tròn mỏng vô hạn của mô hình Bohr.
Sự tồn tại của vỏ electron lần đầu tiên được quan sát bằng thực nghiệm trong các nghiên cứu hấp thụ tia X của Charles Barkla và Henry Moseley.  Barkla đã dán nhãn chúng bằng các chữ cái K, L, M, N, O, P và Q. Nguồn gốc của thuật ngữ này là chữ cái.  Một loạt "J" cũng bị nghi ngờ, mặc dù các thí nghiệm sau đó chỉ ra rằng các vạch hấp thụ K được tạo ra bởi các electron trong cùng.  Những chữ cái này sau đó đã được tìm thấy tương ứng với n giá trị 1, 2, 3, v.v.  Chúng được sử dụng trong ký hiệu phổ Siegbahn.
Nhà hóa học vật lý Gilbert Lewis chịu trách nhiệm cho phần lớn sự phát triển ban đầu của lý thuyết về sự tham gia của các electron vỏ hóa trị trong liên kết hóa học.  Linus Pauling sau đó đã khái quát hóa và mở rộng lý thuyết trong khi áp dụng những hiểu biết sâu sắc từ cơ học lượng tử.